# Ahmad Daouk
Ahmad Daouk (arab. أحمد الداعوق) – libański polityk, dwukrotny premier Libanu (1941–1942, 1960).